# 閃乱カグラ ESTIVAL VERSUS -少女達の選択-
『閃乱カグラ ESTIVAL VERSUS -少女達の選択-』（せんらんカグラ エスティバル・バーサス -しょうじょたちのせんたく-）は、2015年3月26日にマーベラスから発売されたPlayStation Vita及びPlayStation 4用ゲームソフト。略称は「EV」。『閃乱カグラ』ゲームシリーズ6作目にして、『閃乱カグラ SHINOVI VERSUS -少女達の証明-』の正統続編。本作は『SV』の月閃闘諍録の後日談でありシステムと物語の設定も『SV』に準じる。Microsoft Windows（Steam）用では2017年3月18日に配信開始した。
2016年3月17日には限定特典の「桜水着」を追加した「桜エディション」が発売された。

## 主なシステムの変更点
- メインストーリー「真説少女忍法帖」はチームごとのシナリオがなくなり、忍部屋も全チーム共通のメニューになった。
- 各キャラクターのアーケード任務「百華繚乱記」は条件を満たさないと選択できない。
- 絶・秘伝忍法の使用条件は「巻物が5本以上」（体力を減らす必要ない）になった。また、レベルさえ上げればストーリーを進めなくても使用できる。
- 特定キャラクター（雪泉、飛鳥、雅緋、焔、日影）の覚醒形態が絶・秘伝忍法の効果になった。

## 桜エディション
2016年3月17日発売の特別版。ゲーム本編の内容は同じだが、「桜水着」のダウンロード用のプロダクトコードが同梱される。パッケージイラストは桜水着を着たキャラクター5人が描かれた絵柄になる。価格も2015年に発売された通常版よりも値下されている。店舗限定特典も用意される。PS4版のみでVita版は発売されない。
なお、この「桜水着」は通常版購入者も別途有料のダウンロードコンテンツとして配信されている。

## 登場人物
他作品からのゲストキャラは有料DLCとして配信予定。2015年8月に『デッド オア アライブ シリーズ』からあやね、9月に『一騎当千』シリーズから孫策、関羽、呂布、12月に『閃乱カグラ2 -真紅-』から神楽、奈楽が登場。無料バージョンアップによる本編追加キャラも用意されている。

### 死塾月閃女学館（しじゅくげっせんじょがっかん）
口上は「鎮魂の夢に沈む」。『SV』の物語を通じ悪忍に対しても理解を見せている。今作では死別した黒影と再会し、別れたくないが為にカグラ千年祭への参加を躊躇っていた。
雪泉（ゆみ）
声 - 原由実
『VERSUS』シリーズの主人公。死塾月閃女学館の3年生。誕生日：12月31日。年齢：18歳。血液型：A型。身長167cm。スリーサイズ：B92/W56/H84。好物は小豆のかき氷。趣味は書道。秘伝動物は蜘蛛。日本舞踊を基に氷を操る忍法を使う。
真面目で融通の効かない性格は前作と変わらないが、ついはしゃいでしまう夜桜を許すなどある程度の寛容さは得ている。今作では祖父である黒影と再会し、千年祭を先延ばしにする事を提案する。
百華繚乱記では素敵なお嫁さんになるべく奔走する。また、ジャスミンから黒影の恥ずかしい過去を聞かされた際は取り乱して拒絶した。
絶・秘伝忍法により扇子を氷の剣に変化させた『氷王』と呼ばれる形態に変身する。
叢（むらくも）
声 - 金元寿子
死塾月閃女学館の3年生。誕生日：10月8日。年齢：18歳。血液型：B型。身長172cm。スリーサイズ：B96/W58/H85。好物は餅。趣味は漫画を描く事。秘伝動物は狼。巨大な鉈と槍を振るい、三頭の狼を従える。
極度の恥ずかしがり屋で、お面が無いとまともにコミュニケーションを取れない。黒影と再会した事で現実を捨ててでも彼と共に暮らす事を選ぼうとしたが、最終的に黒影の遺志を汲んで彼を見送った。今作は、お面を外した状態での戦闘ボイスも用意されている。
百華繚乱記では性格を矯正すべく、お面を置いて出掛ける事にチャレンジする。しかし、恥ずかしさのあまり他の忍たちに言葉を伝えることもままならず暴走、最後は詠に救われる。
夜桜（よざくら）
声 - 石原夏織
死塾月閃女学館の2年生。誕生日：4月5日。年齢：16歳。血液型：O型。身長159cm。スリーサイズ：B90/W53/H82。好物はお煎餅。趣味は掃除。秘伝動物は猪。巨大な手甲 を用いたパワフルな戦闘スタイル。
雪泉以上に真面目な性格だが、幼少時代から家事を任され抑圧されてきた影響で、遊べる状況になるとタガが外れてしまう。また、真面目な性格を他人にいじられる事が多い。黒影と別れたくない気持ちは強かったが、最後は彼を得意のデカ盛り料理で見送った。
百華繚乱記では「忍たるもの食事のマナーも知るべし」との考えから、マナーを教えるべく奔走する。
四季（しき）
声 - 山本彩乃
死塾月閃女学館の1年生。誕生日：3月25日。年齢：15歳。血液型：AB型。身長161cm。スリーサイズ：B95/W54/H83。好物はトマトジュース。趣味は深夜徘徊。秘伝動物は蝙蝠。大鎌と蝙蝠を使ったトリッキーな戦闘スタイル。
派手な外見に反し真面目で思慮深い性格を持ちあわせており、悪忍であっても悩みを聞いてやるなど思いやりもある。黒影から「世界で活躍できるニンジャとなれ」と夢を託され、それ以降時おり英語交じりで話す事になる。
百華繚乱記ではまたもブログの為に他人の恥ずかしい秘密を探ろうとする。未来に諭され考えを改めた事で以前よりも人気を得るほどのブロガーとなるが、ある事がきっかけで逆に自分が恥ずかしい目に遭う。
美野里（みのり）
声 - 五十嵐裕美
死塾月閃女学館の1年生。誕生日：2月14日。年齢：15歳。血液型：AB型。身長144cm。スリーサイズ：B86/W50/H75。好物はイチゴのショートケーキ。趣味はお昼寝。秘伝動物はハムスター。特殊行動後の攻撃回数で性能が変わる技を持つ。
年齢不相応に幼い性格だが、天才的なセンスで実力は他の忍に引けをとらない。お菓子好きで作るのも上手い。黒影に甘え続けていた自身を自覚し、彼の未練を断ち切るべく強くなった自分を証明しようとする。
百華繚乱記では春花から失敬した薬を勝手に用いて作ったお菓子り皆に配ったため、大騒動に発展してしまう。
黒影（くろかげ）
『SV』の物語で病没した、半蔵と並ぶ実力を持った忍。千年祭の世界で孫達と再会するも、彼の存在が雪泉達の決意を鈍らせる事となってしまう。

### 国立半蔵学院（こくりつはんぞうがくいん）
口上は「（正義の為に）舞い忍ぶ」。他校の動向を探り、カグラ千年祭の目的と小百合の真意を知るために動く。
飛鳥（あすか）
声 - 原田ひとみ
国立半蔵学院の2年生。誕生日：9月8日。年齢：17歳。血液型：A型。身長155cm。スリーサイズ：B90/W57/H85。好物は半蔵の作る太巻き。趣味は修行。秘伝動物はガマ。ガマは登場しないが、脚力を利用した剣術と土遁術を得意とする。
『VERSUS』シリーズである今作ではさほど目立たない立ち位置だが、両備の両姫への反発が反抗期ゆえの行動と助言し、姉妹が仲直りするためのきっかけとなった。焔に対しては前作以降さらに友情を深めたのか、辛辣な言動も見せる。千年祭の真意と小百合が家を出た理由を知るべく彼女に挑む事となる。
百華繚乱記では半蔵が遊びで試した忍法により体を乗っ取られ、セクハラを働かれてしまう。
絶・秘伝忍法は『2』に登場した覚醒形態、『真影の飛鳥』に変身することが可能。
斑鳩（いかるが）
声 - 今井麻美
国立半蔵学院の3年生。誕生日：7月7日。年齢：18歳。血液型：A型。身長168cm。スリーサイズ：B93/W59/H90。好物は日本茶と懐石料理。趣味は読書。秘伝動物は鳳凰。長刀『飛燕』を用いた高速の剣技を持つ。
堅物な委員長タイプの性格だが、自身の扮する『KP仮面』には拘りを持つなど奇抜でコミカルさもある。千年祭の真意にいち早く気付いた。
百華繚乱記ではKP仮面の座を奪わんとする者達とアクション物語のイベントとして戦っていく。また、日影のアーケード任務では彼女のストレス解消法が判明する。
葛城（かつらぎ）
声 - 小林ゆう
国立半蔵学院の3年生。誕生日：11月5日。年齢：17歳。血液型：B型。身長165cm。スリーサイズ：B95/W57/H90。好物はラーメン。趣味はセクハラ。秘伝動物は龍。両親から受け継いだ具足による蹴り技を主体とした戦闘スタイル。
姉御肌で頼れる性格だが、自他共に認めるセクハラ大王。度々斑鳩から諌められているが、まったく反省しようとしない。千年祭を制すればカグラへの道が拓かれると聞き、もっとも乗り気な態度を見せる。
百華繚乱記ではおっぱいに飽きてしまい、新たな女体の神秘を求めセクハラの戦いに出る。
柳生（やぎゅう）
声 - 水橋かおり
国立半蔵学院の1年生。誕生日：12月23日。年齢：15歳。血液型：O型。身長158cm。スリーサイズ：B85/W60/H83。好物はスルメ。趣味は寝ること。秘伝動物は烏賊。刃物を仕込んだ番傘と氷結状態を付与するイカスミを武器とする。命駆をするとイカの脚を模したオーラを使ったリーチの長い攻撃に変化する。
クールな性格だが、雲雀には常軌を逸した執着を見せる天才忍者。死別した妹は忍ではないため、千年祭の世界でも再会が叶わない事から、死者と再会した者達を引き離すかどうか葛藤する。
百華繚乱記では重度の花粉症に罹り、雲雀を求めて騒動を起こす。また、両姫の百華繚乱記では死後の世界について尋ねるなど、雲雀を溺愛する現在でも妹に対する真摯な想いは変わらない事を覗かせた。
雲雀（ひばり）
声 - 井口裕香
国立半蔵学院の1年生。誕生日：2月18日。年齢：15歳。血液型：B型。身長160cm。スリーサイズ：B80/W55/H73。好物は甘いお菓子全般。趣味はテレビゲーム。秘伝動物は兎。変則的な格闘術と麻痺を付与する忍兎を使った攻撃を持つ。
子供っぽい性分は変わらないが、自分を所有物扱いする柳生と春花に激怒する、本来の忍と違った持論である忍の非情さと人間の感情の不一致を話して斑鳩たちを説き伏せる、華毘にカマをかけて隠し事を見抜くなど過去作より性格が大幅に変化した。
百華繚乱記では大人の女性になるべく奮闘するが、その際に雅緋や忌夢など訳あって大人でありながら学生をやっている者にも無邪気に接した為、彼女達にショックを与えている。
大道寺（だいどうじ）
声 - 浅川悠
国立半蔵学院の伝説の先輩。誕生日：11月11日。年齢:26歳。血液型：B型。身長170cm。スリーサイズ：B100/W58/H98。好物は肉。趣味は正面突破。秘伝動物は虎。
Ver 1.07で追加。百華繚乱記も用意されているが、物語上の出番は追加任務のみ。
百花繚乱記では究極の強さに足りない「女らしさ」を凛に指摘され、周りの忍学生を手本にするが、感情のない日影やセクハラをする葛城など明らかに違うものまで真似てしまい、凛を戦慄させる。
菖蒲（あやめ）
声 - 笹本菜津枝
国立半蔵学院の1年生。誕生日：5月8日。年齢：16歳。血液型：A型。身長160cm。スリーサイズ：B82/W57/H73。好物はにゅうめん。趣味はランニング。秘伝動物は山猫。手甲と具足を使って戦う。
今作も購買部担当キャラクター、2015年7月で追加プレイアブルキャラとして配信。口調が『NewWave』同様、標準語に戻された。性格も反映され、葛城を「かつ姉さま」と呼び慕っており、秘伝忍法も彼女をモチーフにしたものがある。
半蔵（はんぞう）
飛鳥の祖父にして小百合の夫。メインストーリーでは登場しない。今作ではジャスミンの百華繚乱記において、伝説と謳われる実力を持ちながらカグラにならなかった理由が明かされる。

### 秘立蛇女子学園（ひりつへびじょしがくえん）
口上は「悪の誇りを舞い掲げる」。元の世界に帰ることを望む者、この世界にいることを望む者、迷い戸惑う者が入り乱れる。
雅緋（みやび）
声 - 平田宏美
秘立蛇女子学園の3年生。誕生日：8月15日。年齢：21歳。血液型：B型。身長169cm。スリーサイズ：B90/W56/H87。好物は親子丼。趣味は風呂。秘伝動物は鴉と蛇。黒炎と七支刀を用い、強力な忍法で戦う。
母親と出会う前までは残るか戻るかで葛藤していたが、再会してからは両奈同様残ることを望んだ。常にクールで頼れるリーダーだが、母親の前では甘えん坊な性格で、「ママしゃま」と呼び口調も赤ちゃん言葉になってしまう。また、小学校の頃からじゃんけんが弱く、くじ運の悪さなど意外な一面が明かされた。現在は白髪だが中学校時点では黒髪である為、現在の髪色は禁術による物と思われる。
百華繚乱記では今まで「イケメン」と呼ばれて来た事を開き直り、むしろ他人にそう呼ばれる事を望むようになる。
絶・秘伝忍法を使うと白い翼と黒い翼が生え、髪の毛も以前の黒髪に変化した姿になる。
紫（むらさき）
声 - 矢作紗友里
秘立蛇女子学園の2年生。誕生日：10月26日。年齢：16歳。血液型：A型。身長161cm。スリーサイズ：B105/W59/H88。好物は具なしおにぎり。趣味は「べべたん」と遊ぶこと。秘伝動物は熊。髪にくくりつけた刃で攻撃を行い、一切自らの手足を使おうとしない。前作でのキーワードとなっていた『禍根の力』は今作でも健在。
今作においてはとりあえず忍務には参加するようになっているが、千年祭の世界がネットも繋がる快適な環境だと知るやいなや引きこもろうとするなど、性分は変わっていない。しかし周囲の人たちのアクが強すぎるため、両備から「蛇女で最もまともなのでは」と評された。いつまでも雅緋に依存し選択を躊躇う忌夢を諭すなど、今作では姉妹愛が強調されている。
百華繚乱記では未来の小説に影響を受け、ミュージカルスクールを求めて奔走する。
忌夢（いむ）
声 - 斎藤千和
秘立蛇女子学園の3年生。誕生日：6月9日。年齢：21歳。血液型：AB型。身長157cm。スリーサイズ：B88/W60/H82。好物はおいなりさん。趣味は勉強。秘伝動物は狐。伸縮自在の棍を用いた棒術を得意とする。
今作では前作に増して広いおでこをいじられる事が多い。雅緋に心酔しており、彼女の決断に全てを任せようとしていたが、紫達に諭された事で考えを改め彼女と対立する。
百華繚乱記では日影に積もり積もった怨みを晴らそうとする。戦いの果てに無事和解するも、彼女の行動は天然の物である事や、一般的な考えと根本的にズレていると判明し、受け入れた。紫・忌夢の二華繚乱記では座学は両備には劣るものの、優れた成績であることが明かされた。
両備（りょうび）
声 - 日笠陽子
秘立蛇女子学園の1年生。誕生日：1月19日。年齢：16歳。血液型：O型。身長160cm。スリーサイズ：B69/W56/H90。忍転身後:B95/W56/H90。好物は棒付きアメ。趣味はなんでも狙撃。秘伝動物は鹿。ライフルを使った長距離狙撃で接近を許さないスタイル。
今作最初の操作キャラ。両奈と共に千年祭の世界に迷い込み、亡き姉両姫と再会する。両姫の再会は内心では嬉しく思っていたが、彼女が死亡する前日に暴言を吐いた事を今でも覚えており、それが原因でそっけない態度を取ってしまう。両奈と合わせて本編ではSM発言がほとんど伏字となっており、カオスぶりに拍車をかけている。前述の通り最初の操作キャラであり、またソロでエンディング曲を担当したり両姫との因縁をメインのストーリーに設定されるなど、本作の実質的な主人公として扱われている。一人ボケツッコミが癖。また、紫・忌夢の二華繚乱記では家事が上手いことや、座学では忌夢以上の成績を誇ることが両奈の口から明かされた。
百華繚乱記では自分のヒップサイズが全キャラ中最大である事を理由に『爆尻ハイパーバトル』に改題させるべく奮闘する。劇中では珍妙なテーマソングも披露された。
両奈（りょうな）
声 - MAKO
秘立蛇女子学園の1年生。誕生日：1月19日。年齢：16歳。血液型：O型。身長160cm。スリーサイズ：B98/W56/H88。好物は竹輪。趣味は買い物。秘伝動物は豚。二丁の拳銃を使い、バレエを踊るように周囲を撃ち倒すスタイル。
ドの付くマゾヒストにして変態で、劇中ではその趣味を大いに披露し周囲を引かせている。シリアスな場面でも自分の快楽を追求するなど一見ふざけた性格だが、両姫や両備には姉妹として深い愛情を持っており、いつまでも煮え切らない両備に体を張った説得をするなど、今作では両備の姉としての立場が強調されている。また、場合によっては彼女が両備のツッコミ役に回る事もある。
百華繚乱記では『デカ盛り 閃乱カグラ』で成し遂げた「天ぷらになりたい」という願いをさらに発展させ、「天ぷらうどんになりたい」と思いその方法を仲間達に訊いて回るが、誰もその趣味を理解する事はできなかった。
凛（りん）/　鈴音（すずね）
声 - 三森すずこ
秘立蛇女子学園の教師。誕生日：9月30日。年齢:27歳。血液型：A型。身長160cm。スリーサイズ：B97/W57/H90。好物は豆。趣味は世界平和。秘伝動物は鷹。
Ver 1.07で追加、今作は蛇女所属。百華繚乱記も用意されているが、物語上の出番は追加任務のみ。
百花繚乱記では若さが足りないことに焦り、大道寺や雅緋など20歳以上の忍を誘い、女子会を開こうとする。

### 焔紅蓮隊（ほむらぐれんたい）
口上は「（悪の定めに）舞い殉じる」。千年祭の世界ではバイトや食料の心配をしなくても良いと聞かされて永住を決意するが、カグラになれると聞き元の世界に戻るため、積極的にヤグラを壊しに動く。
焔（ほむら）
声 - 喜多村英梨
元秘立蛇女子学園2年生。誕生日：1月3日。年齢：17歳。血液型：B型。身長163cm。スリーサイズ：B87/W57/H85。好物は和食。趣味は戦い。秘伝動物はアオダイショウ。六本の刀と炎を用いた忍法を使う。
男勝りな性格と言葉遣いだが、実力者には素直に敬意を払う礼節も弁えている。飛鳥とはお互いを高め合う親友であるが、すぐに引き合いに出す、いつも些細な事で言い合いに発展するなど、彼女の事になるとムキになる。
百華繚乱記では風邪を引いて声が出なくなり、得意の形態模写でなんとかそれを他人に伝えようとするも、失敗した。
絶・秘伝忍法により七本目の刀『炎月花』を抜いた『紅蓮の焔』へ変身する。
詠（よみ）
声 - 茅野愛衣
元秘立蛇女子学園2年生。誕生日：2月10日。年齢：17歳。血液型：B型。身長160cm。スリーサイズ：B95/W58/H90。好物はもやし。趣味は裁縫。秘伝動物はジムグリ。可憐な外見とは裏腹に暗器と重厚な剣を用いたパワフルな戦闘スタイルを取る。
今作では贅沢に対するコンプレックスが一層強調されており、笑顔で追い剥ぎを行うなどまさに悪忍と言える行動を取る事もある。友人である斑鳩や叢の事は気に掛けており、叢が決断を誤ろうとした際は止めるべく立ちはだかった。
百華繚乱記では前述のコンプレックスを爆発させ、新しい服を買った、もしくは買おうとしている者達から追い剥ぎを行ってゆく。しかし、非人道的行動を行ったにも拘らず他のキャラのような謝罪や反省はもちろん、奪ったものを裁縫でしたためて持ち主に返すことも、自業自得展開すらもなく、操作キャラクターが完全悪で終わった珍しい物語。裁縫が特技である事が明かされたが、服飾のセンスはお世辞にも良いとは言えない。
日影（ひかげ）
声 - 白石涼子
元秘立蛇女子学園3年生。誕生日：9月9日。17歳。血液型：O型。身長160cm。スリーサイズ：B85/W57/H85。好物はなし。趣味はなし。秘伝動物はコブラ。高速のダッシュとナイフによる連打が持ち味。
何かあるごとに「わしに感情は無い（けど）」と主張し、それを他人にツッコまれる事が多い。悩む忌夢を後押ししてやるなど、感情は無いにせよ他人を思いやる気持ちを持ち合わせていることが覗える。
百華繚乱記では快適な昼寝場所を求めて彷徨う。夢の中では普通の女子高生であり、本人も「内心憧れているかは分からないが悪くない」としている。
絶・秘伝忍法で『狂乱モード』に変身する。
未来（みらい）
声 - 後藤沙緒里
元秘立蛇女子学園1年生。誕生日：12月28日。15歳。血液型：A型。身長150cm。スリーサイズ：B62/W48/H59。好物は鍋。趣味はインターネット秘伝動物はマムシ。傘のライフルとスカートに隠した銃火器で戦う。
子供っぽい体型だが自分をナメる相手には容赦しない一面も持つ。アクの強い紅蓮隊の面々にはツッコミ役に回る事も多い。カリスマネット小説家であり、紫の熱心なファン行為は嬉しく思いつつも辟易している。今回はライバルである柳生との接点は少なく、柳生の百華繚乱記でも花粉症の影響で自身を雲雀と勘違いされ、その光景を見た紫からも皮肉を言われている。
百華繚乱記では反則まがいの方法でレアフィギュアを手に入れようと奮闘する。最後はレアなものを一通り揃えるもお金が圧倒的に足りず、結局一番価値の低いフィギュアしか買えなかった。
春花（はるか）
声 - 豊口めぐみ
元秘立蛇女子学園3年生。誕生日：7月20日。18歳。血液型：AB型。身長169cm。スリーサイズ：B99/W55/H88。好物はおしゃぶり昆布。趣味は人形作り。秘伝動物はヒバカリ。浮遊するロボットに主な攻撃を任せ、自身は後ろから薬品入りの試験管を投げてサポートする。
年齢にそぐわない妖艶さを持った少女。天才的な傀儡術と薬毒の知識を持つが、怪しげな新薬を迷わず他人に飲ませるマッドサイエンティストでもある。仲間に対する想いは人一倍強い。
百華繚乱記では他人をマゾヒストにする薬を開発し、反応を見る為に飲ませて回る。

### カグラ千年祭執行部（かぐらせんねんさいしっこうぶ）
口上はキャラクターや日にちごとに異なる。ジャスミンは「盛夏の宴に舞い散る」、蓮華は執行部の口上と「まかり通る」、華毘・華風流は執行部の口上、両姫は月閃と執行部の口上の他、もう一種類存在する。小百合の命で動くが、三姉妹と両姫にもそれぞれの思惑があるため、一枚岩の組織という訳ではない。
小百合（さゆり）
声 - 鈴木れい子
カグラ千年祭の祭司。誕生日：1月1日。年齢：81歳。血液型：B型。身長155cm。スリーサイズ：B75/W60/H69。好物は大福。趣味は旅行とファッション。
飛鳥の祖母であり、夫の半蔵以上の実力を持つ元カグラ。半蔵のセクハラ癖にはほとほと呆れているが、今でも愛情は失っておらず、家を出たのも半蔵が原因という訳ではない。
当初は使用不可のボスキャラクターとして登場だが、Ver 1.05でプレイアブルキャラとして使用可能になった、また衣装が破壊される事も無い。元カグラという立場には、ある事情が隠されている。今作の舞台となる南の島を用意した張本人。普段杖代わりにしているパイプが武器で、煙を飛ばす忍法を使う。老齢ながら本気を出さずとも忍学生達を蹴散らす業前を持つ。
ジャスミン
声 - 田中理恵
身長174cm。スリーサイズ：B90/W53/H91。好物はスキヤキ。秘伝動物はアフリカゾウ。小百合と同じく巨大なパイプと煙を武器とし、秘伝動物の一部を召喚する忍法も扱う。
小百合が禁術「絶・忍転身」により若返った姿であり、本作の隠しキャラクターの一人。
常時忍転身の状態のため、陰属性・閃属性のゲージが存在しない。この姿の時は衣装破壊やぷるぷるフィニッシュも起こる。
百華繚乱記では半蔵との出会いを回想し、悩む若者達を諭して行く。彼女の弁によると恋の始まりはキスではなくビンタであったとの事。

両姫（りょうき）
声 - 井上喜久子
命日：7月26日。年齢：17歳。血液型：なし。身長171cm。スリーサイズ：B94/W55/H89。好物はナスときゅうり。趣味は妹。秘伝動物は鵺。ショットガンとミサイルを仕込んだ盾を武器とし、裏人格においては重火器を仕込んだ棺桶を扱う。
『SV』で存在が語られた両備、両奈の亡き姉で本作の隠しキャラクターの一人。優しく美人で家事もできる完璧な女性で、両備は密かに嫉妬していた。千年祭の世界で復活するが完全に生き返ったわけではないので、お経を聞くと気持ちよくなってしまい、キャラクタープロフィールも死者らしい内容になってる。
普段は優しいお姉さんそのものだが、天使の輪に触れられると性格が豹変し、両備以上の凶暴さと口の悪さになる。自ら輪を触って人格交代することも可能。
百華繚乱記ではいつか来る別れの為に姉妹水入らずの時間を過ごしていたが、偶然輪に触られてしまい破壊衝動のままに暴れる事となる。その状態であっても理性は存在するようで、柳生の身の上話を聞いて気を遣う素振りを見せた。
絶・秘伝忍法では裏人格に変身、盾とショットガンを捨て棺桶に持ち変える。
蓮華（れんか）
声 - 津田美波
巫神楽（みかぐら）三姉妹の長女。誕生日：7月20日。血液型：A型。年齢:18歳。身長168cm。スリーサイズ：B93/W58/H82。好物は辛い物全般。趣味は和太鼓と麺打ち。秘伝動物は孔雀。和太鼓とバチを武器とし、雷を操る忍法で豪快に戦う。
派手好きでさっぱりした性格。男らしい江戸っ子気質が時折口調に見え隠れする。特技は腹踊りで、華毘の爆発を逸らすために役立っている。反面、可愛いものや女の子っぽいものは苦手。彼女達姉妹の真の目的とは、幼い頃に自分達を救って死んだ少女に再会し礼を言う事であった。それが自己満足だと分かっていても実行しようとしていたが、少女の声を聞き、千年祭を無事やり遂げ、カグラになる事を決意した。
その少女の正体は幼年期の姿の神楽であり、神楽・奈楽の参戦により、巫神楽三姉妹は護神の民の巫女であることが判明した。
百華繚乱記では他人の悩みを解決するために奔走するが、解決するどころか見当違いの解決方法だったり、そもそも解決せずに、逆に騒ぎになってしまったりと迷惑をかけてしまう。その後はジャスミンに説教され、反省として、自分の最も苦手な可愛らしい服を着てみんなに謝罪した。
華毘（はなび）
声 - 徳井青空
巫神楽（みかぐら）三姉妹の次女。誕生日：10月10日。血液型：O型。年齢：17歳。身長163cm。スリーサイズ：B96/W57/H84。好物はそうめん。趣味は巨大花火制作。秘伝動物は金魚。巨大なハンマーと花火を操る忍法で戦う。
一人称は「うち」で「っす」が口癖。考えるより行動、難しいことを考えると忍法が暴発するなどかなり単純な性格で、余計なことを口走りそうになっては華風流に止められるといったことがしばしば見られる。体育会系気質で、年上なら他校の忍でも先輩をつける。
百華繚乱記では忍法を暴発させない方法を考えようとするが、それが却って暴発を招くと分かり途方に暮れる。しかし、美野里の単純さに救われた。
華風流（かふる）
声 - 井澤詩織
巫神楽（みかぐら）三姉妹の三女。誕生日：5月5日。血液型：B型。年齢：16歳。身長152cm。スリーサイズ：B73/W52/H60。好物はチューチューアイス。趣味は勉強。秘伝動物はイルカのルカ。ホイッスルを持ち、水鉄砲でルカとのコンビネーションを取る。
幼い外見と嗜好だが人を小馬鹿にする事が多く、相手を挑発するためにネットスラングや赤ちゃん言葉を使用することも。口癖は「はい論破」と「私がすたる」。姉達の事は馬鹿にはしないが、華毘の単純ぶりに呆れたり、華毘の暴発を抑える為に蓮華を言いくるめて利用したりはする。
百華繚乱記では子供と言われる事に激怒し、失礼な矢文を送って来た小百合に物申すべく彼女の下に出向く。
ルカ
声 - 白井悠介
華風流が従える秘伝動物。雲雀の忍兎と違い、言葉を喋る。「惚れるなよ！」や「チャオ！」といった軟派な口調。

### 護神の民
『閃乱カグラ2 -真紅-』のキャラクター。名義上は『2』から参戦のためか個別シナリオは無い。ただし巫神楽三姉妹との関連性を持つため、『VERSUS』シリーズとは完全に無関係のゲストキャラクターというわけではない。忍者ではないため秘伝動物は無い。
神楽（かぐら）
声 - 松岡由貴
護神の民に守られた全ての妖魔を滅せし者。原作と同じく成人の姿で戦うが、幼年期の姿も戦闘前と通常敗北演出で登場。戦闘スタイルは素手で空間を切り裂く。忍転身も転身と表記し、転身すると真神楽になる。
かつて命と引き換えに妖魔から巫神楽三姉妹を救ったと言われる、赤リボンの少女の正体でもある。操作キャラを彼女（または奈楽）に交代すると、メインメニュー画面で三姉妹に追いかけられる。
奈楽（ならく）
声 - 甲斐田裕子
護神の民の巫女、キャッチフレーズは転生の珠を守る者。幼年期神楽も戦闘前後の演出で登場
戦闘スタイルは足技と両足の鉄球。

### ゲストキャラクター
キャラクターデザインは、閃乱カグラのデザインに準じて新たに書き起こされている。
あやね
声 - 山崎和佳奈
忍術『霧幻天神流覇神門』の継承者。誕生日：8月5日。年齢：18歳。血液型：AB型。身長157cm。スリーサイズ：B93/W54/H84。好物はマロングラッセ。趣味はエステ。
『デッド オア アライブ シリーズ』から登場のくのいち。抜忍となった姉を追っている少女。手数の多い素早い攻撃や回転系の技を得意とする。名前は漢字で書くと「綾音」。衣装全破壊は出来ず、ぷるぷるフィニッシュでも下着を着用している。
孫策（そんさく）
声 - 浅野真澄
南陽学院3年生。誕生日：3月17日。血液型：O型。身長162cm。スリーサイズ：B93/W56/H88。
『一騎当千シリーズ』から登場。水の龍を宿す、通称「爆乳闘士」。好戦的な性格だが、馬鹿と言われると怒る。Bランクの闘士。親しい間柄である呂布、関羽のことはあだ名で呼ぶ。
呂布（りょふ）
声 - 渡辺明乃
洛陽高校3年生。誕生日：10月28日。血液型：AB型。身長166cm。スリーサイズ：B91/W58/H90。
『一騎当千シリーズ』から登場。ほぼ負け知らずで戦闘能力が高い。難病を抱えているが、余力を残している。女性も好きだが男性も好き。Aランクの闘士。
関羽（かんう）
声 - 生天目仁美
成都学園3年生。誕生日：11月8日。血液型：A型。身長172cm。スリーサイズ：B94/W60/H91。
『一騎当千シリーズ』から登場。青龍刀を使う学園最強の闘士。他の追随を許さない圧倒的な強さを誇る。Sランクの闘士。

## 主題歌
オープニングテーマ「SUNSHINE FES」
作詞 - 高木謙一郎 / 作曲・編曲 - 林達志 / 歌 - 飛鳥（原田ひとみ）、雪泉（原由実）
エンディングテーマ「夏火」
作詞 - 高木謙一郎 / 作曲・編曲 - 林達志 / 歌 - 両備（日笠陽子）

## OVA
2015年3月29日、AT-Xで特別編『閃乱カグラ ESTIVAL VERSUS -水着だらけの前夜祭-』（せんらんカグラ エスティバル・バーサス -みずぎだらけのぜんやさい-）が放送された。同年4月24日にOVAとして発売。
スタッフ
- 原作 - 高木謙一郎（『閃乱カグラ ESTIVAL VERSUS -少女達の選択-』マーベラス）
- 監督・絵コンテ - 上田繁
- 脚本 - 北島行徳
- キャラクター原案 - 八重樫南
- キャラクターデザイン - 滝本祥子、鳥居貴史
- 総作画監督 - 滝本祥子、崔ふみひで
- 演出 - 上田繁、原英和
- 作画監督 - 岩田景子、水竹修治、末田晃大
- イラスト協力 - 奈院ゆりえ
- 動画チェック - 松本まみ子
- 色彩設計・色指定・検査 - 斉藤麻記
- 美術監督 - 福本剛、川元由香
- 撮影監督 - 戸澤雄一朗
- オフライン編集 - 廣瀬清志
- オンライン編集 - 新居和弘
- 音楽 - 川田瑠夏
- 音楽プロデューサー - 伊藤善之
- 音楽制作 - ランティス
- 音響監督 - 辻谷耕史
- 音響効果 - 川田清貴
- 制作プロデューサー - 永井理
- 制作進行 - 田中良治
- 企画 - 高木謙一郎、松本浩、森尻和明
- プロデューサー - 田中信作、臼井久人、土橋哲也、伊藤善之
- プロデュース - ジェンコ
- 制作 - フッズエンタテインメント
- 製作 - 『閃乱カグラEV』パートナーズ

主題歌
「Hello,Hello,Hello」
歌 - ChouCho、作詞 - ChouCho、作曲・編曲 - h-wonder

## 漫画版
原作表記は高木謙一郎（マーベラス）
閃乱カグラ ESTIVAL VERSUS -少女達の選択- てやんでえ!
『ファミ通コミッククリア』にて2015年3月27日より2015年10月2日まで、ピアイ才によるスピンオフ漫画が連載された。

## 反響
本作は発売から2年たった後も、SNS上にジオラマモードのスクリーンショットを投稿するファンが相次いだ。
高木はこの反響は予想外で驚いていると2017年のインタビューの中で述べており、ジオラマモードはキャラクターのカスタマイズの自由度を生かす場として用意したことを明らかにした。